# Wartosław
Wartosław (früher auch Nowymost; deutsch Neubrück) ist eine ehemalige Stadt in der Stadt- und Landgemeinde Wronki in Polen. Das Dorf mit etwa 300 Einwohnern liegt im Powiat Szamotulski der Wojewodschaft Großpolen.

## Geographie
Das Dorf liegt etwa 50 km nordwestlich von Posen und sechs Kilometer westlich von Wronki am linken Ufer der Warthe. Im Norden befinden sich entlang der Netze (polnisch Noteć) das große Nadelwaldgebiiet der Puszcza Notecka.

## Geschichte
Die Stadt wurde 1781 als Gewerbeansiedlung auf dem Gebiet des Dorfes Biezdrowo durch den Starosten von Babimost gegründet. Damals überspannte eine Holzbrücke die Warthe. Die Neugründung wurde ein Zentrum der Tuchmacherei, daneben gab es drei Windmühlen, zwei Ziegeleien, eine Gerberei und Seifenherstellung, insgesamt zwanzig Manufakturen. Bei Aleksandrowo entstand eine Glashütte. Bis 1793 war die Stadt auf 579 Einwohner angewachsen. Nach der Annexion durch Preußen im Zuge der zweiten polnischen Teilung 1793 ging die Bedeutung der Stadt zurück. Besonders die Tuchlieferungen nach Russland wurden durch Zölle erschwert. Sie hatte 1811 noch 410 Einwohner und verlor gegen Mitte des 19. Jahrhunderts ihre Stadtrechte.
1885 hatte der Ort 692 Einwohner, 358 waren Protestanten, 317 römisch-katholisch und 17 waren Juden. 1910 waren es nur noch 593 Einwohner. 1920 kam Wartosław an die Zweite Polnische Republik. Von 1975 bis 1998 gehörte die Region zur Woiwodschaft Piła.
Wartosław ist heute Schulzenamt der Gmina Wronki. Sołtys ist seit 2015 Witold Waroś. Zum Ort gehört der Ortsteil Wartosław-Huby. Nach Entdeckung des Gräberfelds wurde das Dorf als „Dorf der vier Kulturen“ (wieś czterech kultur) beworben.

## Sehenswürdigkeiten
- Spätbarocke Kirche p.w. Świętej Trójcy i św. Łukasza von 1785 mit klassizistischem Altar, heute als Friedhofskapelle genutzt
- 61 Häuser aus dem 19. Jahrhundert
- Neugotisches Pfarrhaus

### Kulturdenkmale
- Neugotische Kirche p.w. Najświętszego Serca Pana Jezusa, erbaut als evangelische Kirche 1854.
- Reste einer befestigten Siedlung aus dem 9./10. Jahrhundert

### Gräberfeld
Bei Wartosław wurde 2008 ein großes Gräberfeld der Lausitzer Kultur (1100–650 v. Chr.) entdeckt.

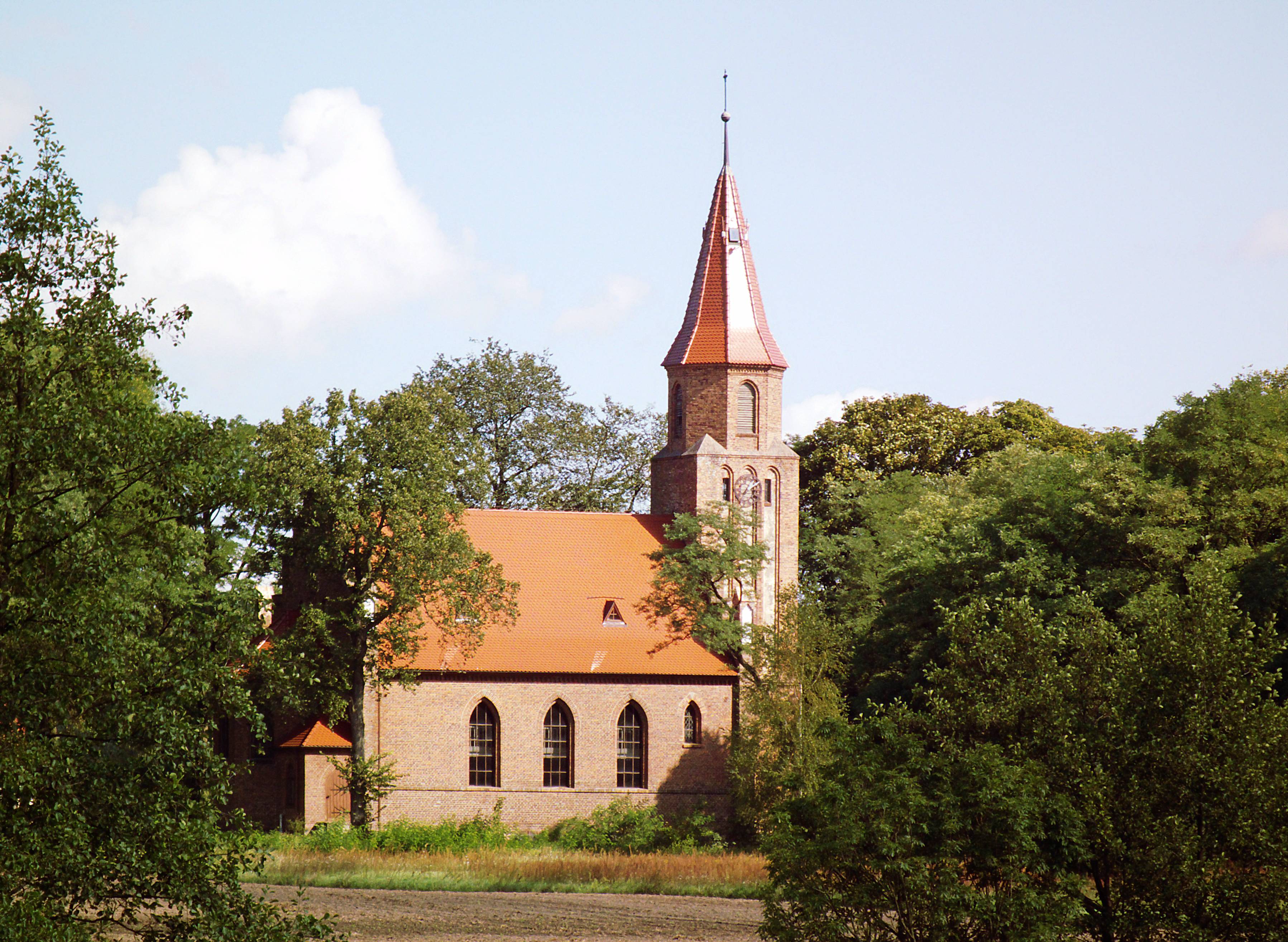
Kirche, erbaut 1854
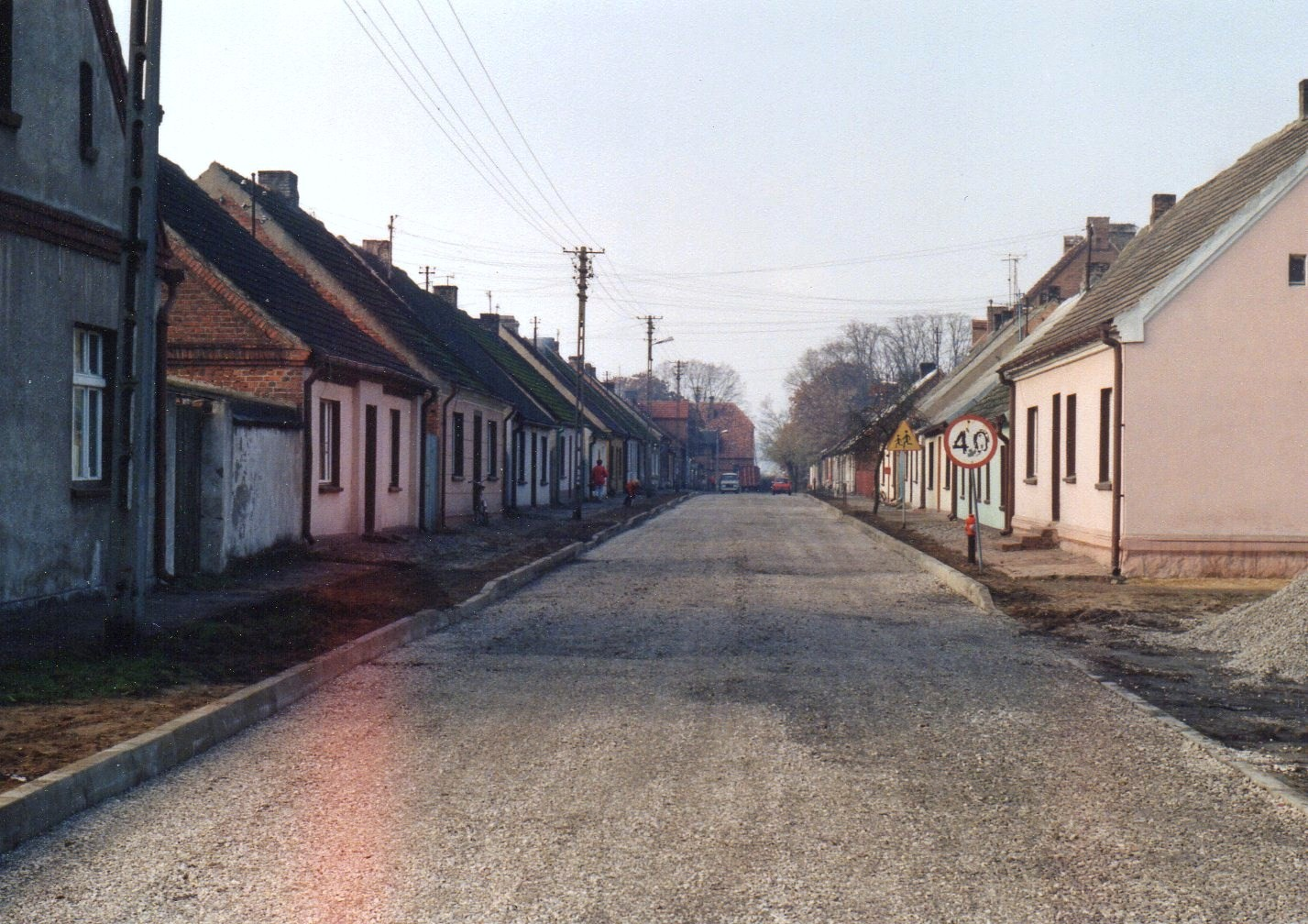
Hauptstraße (1994)
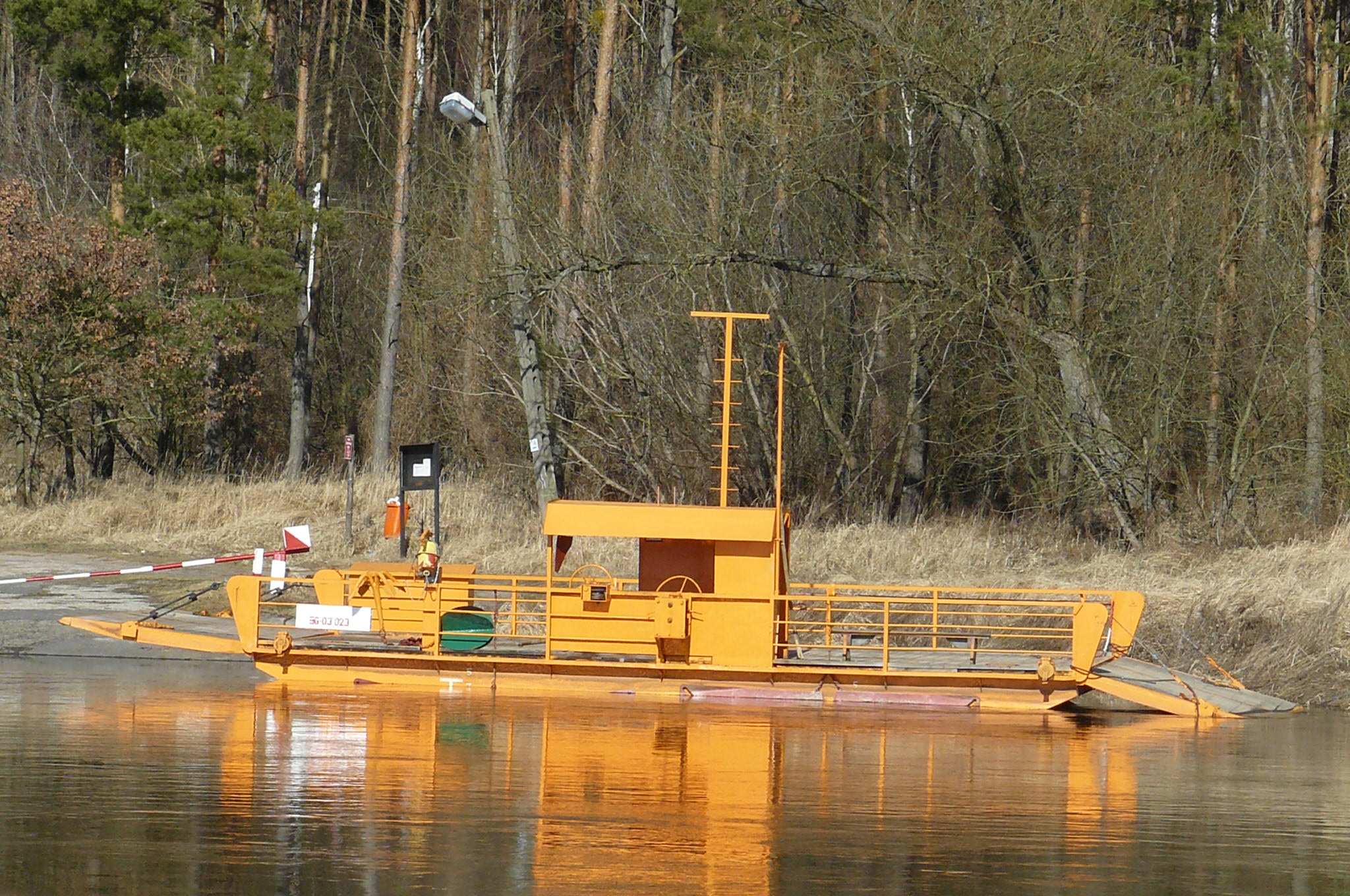
Fähre über die Warte (2012)

## Verkehr
Die Droga wojewódzka 143 führt durch den Ort. Eine kleine Fähre führt über die Warthe. Der nächste Bahnhof befindet sich in Wronki.

## Persönlichkeiten
- Gustav Hoch (1862–1942), Politiker (SPD), NS-Opfer